# Sara Blengsli Kværnø
Sara Blengsli Kværnø (født 28. juli 1982) er en norsk badmintonspiller som kommer fra Grong.
Hun er pr. 2010 rangeret som nummer 1. i Norge og er også flere gange blevet norgesmester og har vundet kongepokalen fem ganger (2010).
Sara er for tiden masterstudent i pædagogik ved Universitetet i Oslo.

## Links
- Sara B. Kvernøs hjemmeside Arkiveret 12. april 2010 hos  Wayback Machine